# Grinzane Cavour

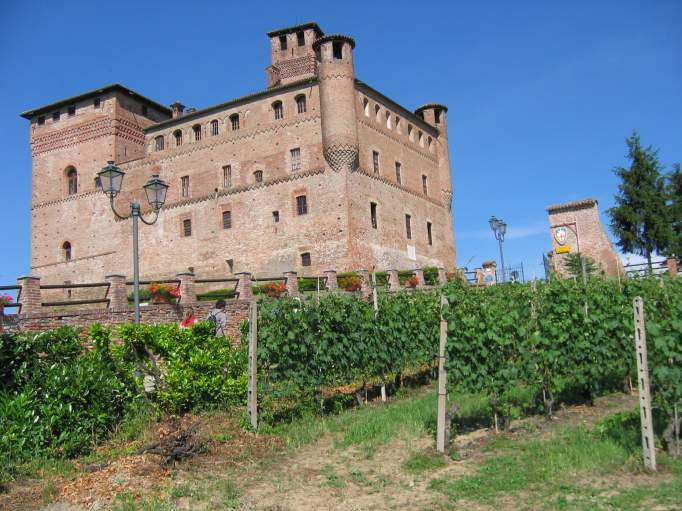
Kasteel van Grinzane Cavour

Grinzane Cavour is een gemeente in de Italiaanse provincie Cuneo (regio Piëmont) en telt 1980 inwoners (31-8-2023). De oppervlakte bedraagt 3,7 km², de bevolkingsdichtheid is 535 inwoners per km².
De volgende frazioni maken deel uit van de gemeente: Barzone en Giacco e Grinzane.

## Demografie
Grinzane Cavour telt ongeveer 1980 inwoners, in de periode 1991-2023 een stijging van 22,75% volgens de volkstellingen van ISTAT.
| Jaar | Inwoners |
| ---- | -------- |
| 1991 | 1613     |
| 2001 | 1812     |
| 2004 | 1863     |
| 2023 | 1980     |

## Geografie
Grinzane Cavour grenst aan de volgende gemeenten: Alba en Diano d'Alba.